# Jules Nauwelaers
Jules Joseph Gérard Nauwelaers (Vilvoorde, 26 juli 1889 – mei 1956) was een Belgisch advocaat en geschiedschrijver. Hij schreef boeken over rechtsgeschiedenis en over zijn geboortestad. Onder het pseudoniem Ponocratès schreef hij talrijke mededelingen in het Journal des Tribunaux over het gebruik van de goede Franse taal in rechtszaken.

## Levensloop
Nauwelaers werd geboren te Vilvoorde op 26 juli 1889 om vijf uur 's avonds in de Brusselsestraat nr. 77. Zijn vader, Jean Baptiste Gérard Nauwelaers, geboren te Lier in 1860, zoon van Charles Joseph Nauwelaers en Isabelle Caroline Crols, beiden winkelier te Lier, was organist van de kerk te Vilvoorde. Zijn moeder Marie Elisabeth Spelkens, geboren in 1860 te Vilvoorde en winkelierster te Vilvoorde, was de dochter van Jean Spelkens, overleden in 1869 te Vilvoorde, en Jeanne Catherine Vanderheyden, overleden in 1875 te Vilvoorde. Jules Nauwelaers had twee zussen: Marie en Gabrielle Nauwelaers.
Jules Nauwelaers werd in 1913 tot advocaat toegelaten en was lid van de Raad in 1944. Hij stierf aan een langdurige ziekte in mei 1956.
In zijn boeken Procès d'autrefois (Processen uit het verleden) en Drames et comédies judiciaires du passé (Rechterlijke drama's en komedies uit het verleden), gebaseerd op de processen van de Soevereine Raad van Brabant, beschrijft hij op licht spottende wijze de wijze van rechtspleging, met zijn procesvoerders, tics, ellende en listen. 
De Histoire de la ville de Vilvorde (Geschiedenis van de stad Vilvoorde) is een zeer goed gedocumenteerd werk met archiefonderzoek in Brussel, Wenen, Napels, enz.
Zijn Histoire des avocats au Souverain Conseil de Brabant (Geschiedenis van de advocaten bij de Soevereine Raad van Brabant) is een werk van eruditie met een biografische notitie over elke advocaat bij de Raad van Brabant.
Michel de Ghelderode raadpleegde hem over bepaalde historische aspecten van het middeleeuwse drama Marie la Misérable (1952).
Ten slotte werden zijn talrijke bijdragen over goed taalgebruik in het recht, geschreven onder het pseudoniem Ponocratès (Ponocrates was Gargantua's leermeester) en gepubliceerd in het grootste Franstalige Belgische juridische tijdschrift, alom gelezen en gewaardeerd.

## Publicaties
- Histoire de la ville de Vilvorde, Editeur Jos. Vermaut, Rue Longue des Pierre 28, Courtrai, 1941, twee delen, 889 blz en 866 blz.
- Jacques Bouricius, Advocatus, traduit du latin, avec une introduction et des notes, 1942.
- Procès d'autrefois. Procès du Conseil et de l'Office fiscal de Brabant, Brussel, Bruylant, 1944, 248 blz.
- Histoire des Avocats au Souverain Conseil de Brabant, 1947, Etablissements Emile Bruylant, rue de la Régence 67, Bruxelles, twee delen, 634 blz en 416 blz.
- Drames et comédies judiciaires du passé, Brussel, Bruylant, 1952, 281 blz.